# Hradec nad Moravicí

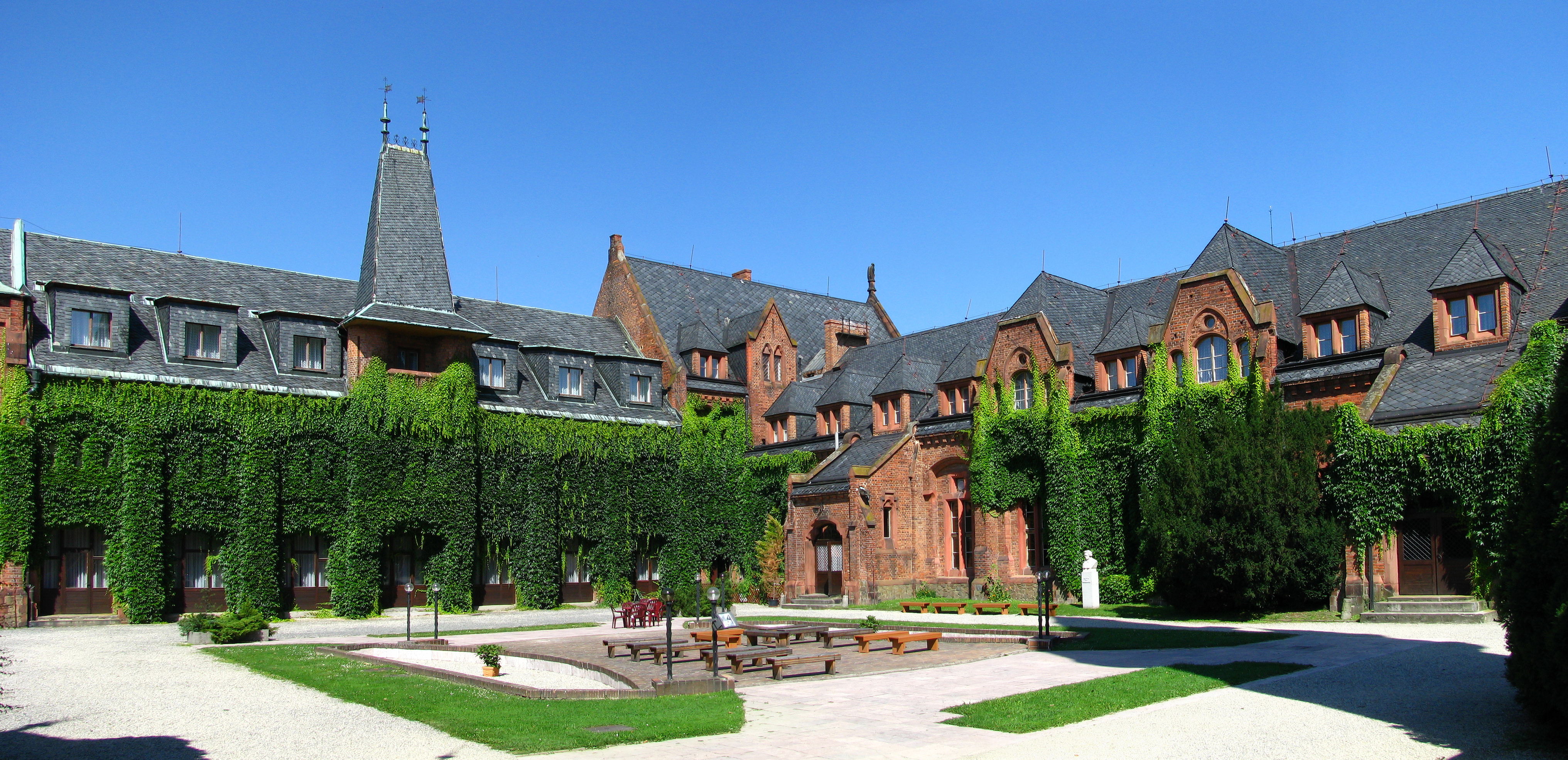
Schloss Hradec nad Moravicí

Hradec nad Moravicí (deutsch Grätz) ist eine Stadt im Okres Opava in Tschechien. Sie gehört zur Region Mährisch-Schlesien und liegt acht Kilometer südlich der Bezirksstadt Opava.

## Geographie
Hradec nad Moravicí liegt in den Ausläufern des Niederen Gesenkes auf einem Felsvorsprung über der Mohra. Nachbarorte sind Opava im Norden, Hrabyně (Hrabin) im Nordosten, Velká Polom (Groß Pohlom) und Kyjovice (Kiowitz) im Osten, Bílovec (Wagstadt) im Südosten, Březová (Biesau) im Süden, Vítkov (Wigstadtl) und Melč (Meltsch) im Südwesten und Mikolajice (Niklowitz) im Westen. Dort liegt auch die Burg Vikštejn.

## Geschichte
Auf dem Gebiet von Hradec befand sich im 8./9. Jahrhundert eine slawische Siedlung und später eine Feste, die den Weg nach Polen überwachte und erstmals für das Jahr 1060 belegt ist. Sie war im 12. Jahrhundert ein Verwaltungszentrum des Stammes der Holaschitzer. Nach 1275 wurde an der Stelle der Feste eine Burg mit einem Turm errichtet. Auf ihr lebte nach 1280 die Witwe des böhmischen Königs Přemysl Otakar II., Kunigunde von Halitsch. Sie ernannte ihren Geliebten, den Witigonen Zawisch von Falkenstein, zum Burggrafen von Grätz.
Ab 1288 befand sich Grätz mit Troppau im Besitz des Nikolaus I. Troppau, einem unehelichen Sohn des Königs Přemysl Otakar II., der die přemyslidische Linie der Herzöge von Troppau begründete. Dessen Sohn Nikolaus II. residierte auf der Burg Grätz. Die Burg verlor ihre Bedeutung, als Anfang des 15. Jahrhunderts das Troppauer Schloss erbaut wurde und als Residenz der Herzöge genutzt wurde. 1460 erwarb der böhmische König Georg von Podiebrad einen Teil des Herzogtums Troppau, mit dem er 1465 seinen zweitältesten Sohn Viktorin belehnte. Er erbte nach König Georgs Tod 1472 diesen Teil und verlieh Grätz 1481 das Stadtrecht und ein Wappen sowie das Privileg eines Jahrmarkts. Im 16. Jahrhundert war Grätz mehrmals verpfändet, u. a. an die Freiherrn von Czettritz auf  Kynsberg (Četrys z Kinšperka) und ab 1581 an Christoph Pruskovský von Pruskov, der 1585 die Herrschaft Grätz vom böhmischen Landesherrn Rudolf II. erwarb. Unter den Freiherren von Neffzern und ab 1778 den Fürsten Lichnowsky entwickelte sich das Schloss Grätz zu einem Zentrum der Musikkultur. 1806 und 1811 hielt sich Ludwig van Beethoven in Grätz auf, 1846 und 1848 Franz Liszt.
Nach einem Feuer 1796 wurde die Burganlage zu einem Schloss umgebaut. Weitere Umbauten folgten nach 1880 im Stil der Neugotik.
Mit der Lokalbahn Troppau–Grätz erhielt Grätz 1904 Eisenbahnanschluss. Nach der Gründung der Tschechoslowakei erhielt es 1921 die amtliche Ortsbezeichnung Hradec. Als Folge des Münchner Abkommens wurde es 1938 dem Deutschen Reich angeschlossen und gehörte bis 1945 zum Landkreis Troppau. 1943 wurden die Gemeinden Branka (Branka u Opavy), Kailowitz (Kajlovec) und die Ansiedlung Podoli in die Gemeinde Grätz eingemeindet. Nach dem Zweiten Weltkrieg kam Hradec an die Tschechoslowakei zurück. Die deutschen Bewohner wurden vertrieben. Seit 1968 führt Hradec die amtliche Ortsbezeichnung Hradec nad Moravicí.

## Sehenswürdigkeiten
- Schloss Grätz
- Die Pfarrkirche der hll. Peter und Paul auf dem Schlossvorplatz wurde 1584 errichtet.
- Kreuzweg auf dem Kalvarienberg

## Gemeindegliederung
Zu Hradec nad Moravicí gehören die Ortsteile
- Benkovice (Benkowitz)
- Bohučovice (Bohutschowitz)
- Domoradovice (Damadrau)
- Filipovice (Philippsdorf)
- Jakubčovice (Jakubschowitz)
- Kajlovec (Kailowitz) und
- Žimrovice (Zimrowitz)
- sowie die Ansiedlung Podolí (Podoly).

## Söhne und Töchter der Stadt
- Joseph Schuster (1812–1890), Maler
- Felix von Lichnowsky (1814–1848), preußischer Politiker
- Karl von Lichnowsky (1819–1901), deutscher Reichstags- und preußischer Landtagsabgeordneter
- Josef Benischek (1841–1896), Architekt

## Partnerstädte
- Baborów, Polen
- Liptovský Hrádok, Slowakei